# Richard Holbrooke
Richard Charles Albert Holbrooke (né le 24 avril 1941 à New York - mort le 13 décembre 2010 à Washington,) est un haut diplomate américain, le seul à avoir été assistant du secrétaire d'État pour deux régions du monde : l'Asie (de 1977 à 1981) et l'Europe (de 1994 à 1996). C'est aussi lui qui (en 1995) obtient la trêve entre les différentes factions de Bosnie et la signature des accords de Dayton, et qui (en 2009-2010) est, du président Obama, « l'envoyé spécial pour l'Afghanistan et le Pakistan ».

## Biographie
Né le 24 avril 1941 à New York, fils d'un médecin, il est orphelin de père à 15 ans, puis boursier et diplômé en 1962 de l'université Brown située à Providence dans le Rhode Island.

### Diplomate
Il entame sa carrière diplomatique durant les années 1960, avec le dossier de la guerre du Viêt Nam. Il apprend la langue du pays, avant d'entreprendre sa première fonction, qui est celle d'agent de terrain (« Field Officer ») pour l'agence des États-Unis pour le développement international. Celle-ci supervisait les actions de l'administration vietnamienne et organisait une « pacification » qui comprenait des déplacements de populations (dans des « stratégic hamlets » : villages stratégiques), et des assassinats ciblés de supposés membres de la résistance (le programme Phoenix).
Il est ensuite nommé à l'ambassade américaine à Saïgon, puis, en 1966, à la Maison-Blanche, dans l'équipe de Robert Komer (surnommé « Blowtorch Bob », Bob le chalumeau, pour son rôle dans l'opération Phoenix). À l'arrivée de Richard Nixon à la présidence en 1968, Holbrooke participe aux premières négociations des accords de paix de Paris. Puis brièvement aux opérations des Corps de la Paix (« Peace Corps ») au Maroc avant d'abandonner la politique pour une carrière au Crédit suisse.
Nommé assistant du secrétaire d'État pour l'Asie de l'Est et le Pacifique entre 1977 et 1981, soit pendant la présidence du démocrate Jimmy Carter, il supervise ainsi, entre autres, l'extension des droits de stationner des troupes américaines aux Philippines pour cinq ans ; des interventions diplomatiques en faveur de Benigno Aquino[Lequel ?] aux Philippines et de Kim Dae-jung en Corée du Sud ; ainsi qu'une évolution majeure de la politique extérieure américaine : le retrait de la reconnaissance officielle de Taïwan en 1978 et la reconnaissance pleine et entière de la Chine, en 1979 avec le soutien apporté à cette dernière dans son attaque contre le Viêt Nam à la fin de la même année. À l'été 1979, il avait déjà entamé une campagne auprès des associations caritatives, des autres pays, du FMI et de la Banque mondiale pour obtenir une fin de l'aide au Viêt Nam et au Cambodge des Khmers rouges, les deux pays étant en guerre.
En 1981, le républicain Ronald Reagan arrivant au pouvoir, Holbrooke retourne à la finance en créant sa propre entreprise de conseil, Public Strategies, qu'il revendra plus tard à Lehman Brothers.
Il devient ambassadeur en Allemagne au début de la présidence du démocrate Bill Clinton, en 1993. Il quitte ce poste dès l'année suivante, lorsque ce même président le nomme, pour deux ans, assistant du secrétaire d'État pour l'Europe et le Canada.
En 2017, il est critiqué par l'ex-secrétaire d'État de Bill Clinton William Perry pour avoir proposé en 1996 d'élargir l'OTAN à l'Est de l'Europe, ce qui a ravivé les tensions avec la Russie.

#### L'artisan de la paix en Bosnie
En 1995, Richard Holbrooke est l'un des principaux architectes des négociations de paix en Bosnie-Herzégovine par l’intermédiaire des accords de Dayton.  Holbrooke impose une trêve de soixante jours en Bosnie et rassemble les trois parties belligérantes sur la base aérienne militaire de Wright-Patterson près de Dayton (Ohio) pour des contacts préalables. Slobodan Milošević, président de la république fédérale de Yougoslavie, représente les Serbes de Bosnie, le président de la république de Croatie Franjo Tuđman de Croatie dirige la délégation des Croates de Bosnie-Herzégovine et le président de la république de Bosnie-Herzégovine Alija Izetbegović celle de la Fédération croato-musulmane. Après trois semaines de manœuvres, un accord de paix est signé, déterminant que la Bosnie-Herzégovine sera constituée de deux entités fédérées : la fédération croato-musulmane, abritant 73 % de Bosniaques et 22 % de Croates, et la république serbe de Bosnie, d'origine ethnique serbe à 95 %.

Concernant Slobodan Milošević, Richard Holbrooke déclare : 

« La mort de Milošević m’a rappelé de drôles de souvenirs. Cet homme a détruit les Balkans. […] Certains monstres comme Hitler ou Staline, ont laissé de grandes ruines dans l’histoire, et c’est le cas aussi de ce [Milošević]. »

— Traduction libre d'un extrait de sa déclaration à la BBC en 2006.

#### Ambassadeur à l'ONU
Il rejoint ensuite le monde des affaires, tout étant choisi comme « envoyé spécial du président des États-Unis à Chypre et dans les Balkans ». Il fait son retour officiel dans la diplomatie américaine en 1999, lorsqu'il est choisi pour succéder à Bill Richardson en tant qu'ambassadeur aux Nations unies. Son mandat prend fin quand se termine la présidence de Bill Clinton, en 2001.
En quittant cette fonction, il rejoint à nouveau la finance, dans le groupe AIG, qu'il quitte en juillet 2008, deux mois avant son effondrement.

#### Le «monsieur Afghanistan» de Barack Obama
Après une période d’éclipse sous l’administration républicaine de Bush fils, Richard Holbrooke est nommé, par le président démocrate Barack Obama le 22 janvier 2009, « envoyé spécial pour l'Afghanistan et le Pakistan ». Il soutient la politique du président américain concernant la guerre d'Afghanistan, qui prévoit d'entamer un retrait des troupes à partir de juillet 2011. Il soutient également l'extension des offensives de l'armée pakistanaise dans le cadre de l'insurrection islamiste au Pakistan. En juillet 2009, il avait déclaré qu'il n'y avait aucune troupe américaine au Pakistan, ce qui fut démenti par la suite (notamment par des révélations de WikiLeaks).

### Décès
Le vendredi 10 décembre 2010, pris d'un malaise alors qu’il se trouve au département d’État (à Washington, D.C.), Richard Holbrooke est admis à l'hôpital. Opéré le lendemain pour une déchirure de l'aorte, il se trouve dans un état critique. Il meurt, à 69 ans, le 13 décembre.
Le président pakistanais Asif Ali Zardari réagit le 14 décembre en déclarant : « le Pakistan a perdu un ami aujourd'hui ». Hamid Karzai, le président afghan, lui a également rendu hommage le même jour.

## Autre
Il a été membre du comité directeur du groupe Bilderberg.
Le film Diplomatie de Volker Schlöndorff lui est dédié.
En 2015, son fils, David Holbrooke réalise un documentaire The Diplomat qui relate le parcours professionnel de son père.